# Gorom-Gorom
Gorom-Gorom là một tổng thuộc tỉnh Oudalan ở phía bắc Burkina Faso. Thủ phủ là thị xã Gorom-Gorom. Dân số năm 2006 là 104.587 người.

## Các thị xã và làng xã
Adiarey-Diarey, Alliakoum, Arréel, Assinga 1 (Willabé), Assinga 2 (Bellah), Bagawa, Balliata, Beiga, Belel-Séno, Bellagaoudi, Bidy I, Bidy II, Bosseye-Barabé, Bosseye-Dogabé, Bosseye-Etage, Boukari, Boundou-Woudoundou, Charam-Charam, Dambouguel, Darga, Darkoye, Débentia, Débéré-Doumam, Débéré-Ling, Déibéré-Nangué, Déibéri, Djaoutel, Djidé N'darga, Djiéguérinto, Doumam, Essakane-Site, Essakane-Village, Férel, Féterdé, Fourkoussou, Gagara I, Gagara II, Gaïgou, Gangani, Goseye-Site, Goseye-Village, Goulgountou-Kelchatmane, Gountouré, Guessel, Intara, Kel-Eguief, Kelfourwane, Kelgayane, Keltahont, Kiro-Hari, Komé, Koritigui, Korizéna, Léré-M'bardi, Ley–Séno, Lillingo, Longuitiguel, Mamassi, Ménégou 1, Ménégou 2, N'guidoye, Ounarè, Ourfou-Belel, Ouro-Hesso, Pétabarabé, Pétabouli, Pétaldaye, Pétanouri, Pétoye, Saouga, Set-Séré, Takoye, Tandougou, Tasmakatt, Tassiri, Tidmarel, Timboulel, Tiofolboye, Touka-Aguillanabé, Touro và Zoungouwaye.